# Aeroportul Junín
Aeroportul Junín (IATA: JNI, ICAO: SAAJ) este un aeroport din Buenos Aires, Argentina ce deservește zona Junín⁠(d). Aeroportul a fost tranzitat în martie 2021 de 0 pasageri. A fost numit după zona deservită.
Situat la o altitudine de 79 m, aeroportul dispune de o singură pistă.